# Jakob Bunge
Jakob Mårtensson Bunge, född 4 mars 1663, död 3 november 1731 i Stockholm, var en svensk borgmästare och politiker.

## Biografi
Jakob Bunge var son till rådmannen och borgmästaren i Stockholm Mårten Bunge och Margareta Jernstedt, vars far varit rådman i Västerås och brukspatron och vars mor tillhörde släkten Hising och var Bureättling. Jakob Bunge uppträdde i Stockholm 1689 som kämnär. Tio år senare blev han rådman i huvudstaden.
Bunge var 1720 borgarståndets talman i riksdagen, sedan justitieborgmästaren inträtt i adelsståndet och saknade borgarståndets förtroende. Året därefter valdes han till justitieborgmästare och preses i Ämbetskollegium. När riksdagen sammankallades 1723 återvaldes han till talman. Han närvarade vid kröningen av Fredrik I.
Sekreta utskottet erbjöd Bunge adelskap, men han avböjde. Dock adlades två av hans söner för hans förtjänster år 1720 med namnet Bungencrona. En dotter blev stammoder till ätten Adlerstam och en syster till ätten Kalling.

### Familj
Bunge gifte sig 1692 med Anna Margareta Engelcrona (1668–1733), dotter till generalkamreren Efraim Engelcrona i Kammarkollegium och Margareta Skruuf. Anna Margareta Engelcrona var änka efter handelsmannen Johan Weghorst. Bunge och Engelcrona fick tillsammans barnen kungliga sekreteraren Mårten Bungencrona (1693–1749) och kommerserådet Carl Gustaf Bungencrona (1700–1761).